# Europäische Schule Brüssel II
Die Europäische Schule Brüssel II befindet sich in der Avenue Oscar Jespers, in Woluwe-Saint-Lambert, einem Stadtteil von Brüssel, Belgien.

## Geschichte
Sie wurde 1972 erbaut und ist eine von insgesamt vier Europäischen Schulen in Brüssel. Die Schule teilt die Schüler je nach der Muttersprache in  eine französische, englische, deutsche, niederländische, italienische, portugiesische, finnische und schwedische Sprachsektion ein. Derzeit hat die Schule mehr Schüler als in der Planung vorgesehen.

## Einrichtung
Die große Schule besitzt unter anderem einen Parkplatz für die täglichen, zahlreichen Schulbusse. Eine große Sporthalle, ein teils unterirdischer Raum für Versammlungen, ein großer Sportplatz und ein Tennisplatz gehören ebenfalls zur Ausstattung.

## Personal
Direktorin ist zurzeit (2020) Kamila Malik. Ihr assistiert jeweils ein Direktor für den Sekundar- und den Primarbereich. Aktiv ist auch eine Elternvereinigung.

## Bekannte ehemalige Schüler
- Max Gazzè (* 1967), Musiker und Schauspieler